# Rozendaal (Holanda do Sul)
Rozendaal (52° 01′ N, 4° 50′ L) é uma cidade dos Países Baixos, na província de Holanda do Sul. Rozendaal (Holanda do Sul) pertence ao município de Krimpenerwaard, e está situada a 8 km, a sul de Woerden.
A área de Rozendaal, que também inclui as partes periféricas da cidade, bem como a zona rural circundante, tem uma população estimada em 90 habitantes.